# Об'єкти культурної спадщини України в Харківській області
До об'єктів культурної спадщини України в Харківській області належать:
- 10 пам'яток історії національного значення;
- 4 пам'ятки монументального мистецтва національного значення;
- 15 пам'яток археології національного значення;
- 2 заповідника національного значення;
- 40 пам'яток культурної спадщини, що не підлягають приватизації, а також:
- пам'ятки архітектури та містобудування національного значення (зокрема, палацово-парковий комплекс «Старомерчанський»);
- пам'ятки архітектури та містобудування місцевого значення;
- пам'ятки історії місцевого значення;
- пам'ятки монументального мистецтва місцевого значення;
- пам'ятки археології місцевого значення;
- пам'ятки садово-паркового мистецтва національного значення (зокрема, «Шарівський» і «Наталіївський»);
- пам'ятки садово-паркового мистецтва місцевого значення;
- пам'ятки історичного ландшафту національного значення;
- пам'ятки історичного ландшафту місцевого значення;
- пам'ятки науки та техніки національного значення;
- пам'ятки науки та техніки місцевого значення.

В області паспортизованими є 10 000 об'єктів історичної спадщини, зокрема, в 2009 році була проведена паспортизація 127 об'єктів. У Харківській області знаходяться 778 пам'яток містобудування й архітектури, з них 553 — у Харкові і 225 — в області (75 пам'яток мають загальнонаціональне значення). 16 міст області занесено до Списку історичних населених місць України.

## Пам'ятки історії національного значення
В області знаходяться 10 пам'яток історії національного значення: дев'ять у Харкові й одна в Богодухівському районі.

### Харків
| Найменування пам'ятки | Датування                        | Розташування (адреса)                    | Охоронний номер | Зображення                   |
| --- | -------------------------------- | ---------------------------------------- | --------------- | ---------------------------- |
| Комплекс будівель Харківського університету: будинок губернатора, в якому було відкрито університет, корпус хімічного факультету, корпус фізичного факультету, корпус юридичного факультету, бібліотека | кінець XVIII — початок XX ст.ст. | вул. Університетська, 14, 12, 16, 27, 23 | 200002-Н        |                              |
| Могила Г. Квітки-Основ'яненка | 1843 рік                         | вул. Григорія Сковороди, 102             | 200006-Н        |                              |
| Могила П. Гулака-Артемовського | 1865 рік                         | вул. Григорія Сковороди, 87              | 200003-Н        |                              |
| Могили вченого-мовознавця О. Потебні та його родини — А. Потебні й О. Потебні | 1891, 1919, 1935 рр.             | вул. Григорія Сковороди, 108             | 200007-Н        |                              |
| Будинок, у якому працював театр «Березіль» під керівництвом Леся Курбаса (наразі — Харківський академічний український драматичний театр імені Тараса Шевченка)                                         | кінець XIX — початок XX ст.ст.   | вул. Сумська, 9                          | 200012-Н        |                              |
| Могила М. Кропивницького | 1910 рік                         | вул. Григорія Сковороди, 87              | 200004-Н        | Могила_М._Кропивницького.jpg |
| Могила художника С. Васильківського | 1917 рік                         | вул. Григорія Сковороди, 87              | 200005-Н        |                              |
| Могила архітектора О. Бекетова | 1941 рік                         | вул. Григорія Сковороди, 108             | 200008-Н        |                              |
| Могили родичів Леся Курбаса В. Чистякової та В. А. Курбас-Яновичевої | 1984, 1950 рр.                   | вул. Григорія Сковороди, 108             | 200009-Н        |                              |

### Золочівський район
| Найменування пам'ятки                  | Датування                               | Розташування (адреса) | Охоронний номер | Зображення |
| -------------------------------------- | --------------------------------------- | --------------------- | --------------- | ---------- |
| Садиба та місце поховання Г. Сковороди | друга половина XVIII століття, 1794 рік | с. Сковородинівка     | 200024-Н        |            |

## Пам'ятки монументального мистецтва національного значення
В області знаходяться чотири пам'ятки монументального мистецтва національного значення (всі — в Харкові):
| Найменування пам'ятки | Дата створення | Зображення | Матеріал       | Розташування     | Охоронний номер |
| --------------------- | -------------- | ---------- | -------------- | ---------------- | --------------- |
| Пам'ятник О. Пушкіну  | 1904 рік       |            | бронза, граніт | пл. Поезії       | 200010-Н        |
| Пам'ятник В. Каразіну | 1907 рік       |            | бронза, граніт | пл. Свободи      | 200011-Н        |
| Пам'ятник М. Гоголю   | 1909 рік       |            | бронза, граніт | пл. Театральна   | 200013-Н        |
| Пам'ятник Т. Шевченку | 1935 рік       |            | бронза, граніт | вул. Сумська, 35 | 200014-Н        |

## Пам'ятки археології національного значення
В області знаходяться 15 пам'яток археології національного значення: одна — в Харкові, дві — у Харківському районі, чотири — в Богодухівському районі, сім — у Чугуївському районі.

### Харків
| Найменування пам'ятки             | Датування | Зображення | Розташування                                                  | Охоронний номер |
| --------------------------------- | --- | ---------- | ------------------------------------------------------------- | --------------- |
| Донецьке городище, селища А, Б, В | епоха бронзи, рання залізна доба, скіфська культура, розвинуте середньовіччя, роменська культура, Київська Русь (II тисячоліття — X століття до нашої ери, IX століття до нашої ери — IV століття, X-XIII ст.ст.) |            | Новобаварський район, на північний схід від станції Карачівка | 200001-Н        |

### Богодухівський район
| Найменування пам'ятки                     | Датування                                                                      | Зображення | Розташування         | Охоронний номер |
| ----------------------------------------- | ------------------------------------------------------------------------------ | ---------- | -------------------- | --------------- |
| Городище «Полкова Микитівка» та могильник | рання залізна доба, скіфська культура (IX століття до нашої ери — IV століття) |            | с. Полкова Микитівка | 200015-Н        |
| Городище «Хрущова Микитівка»              | рання залізна доба, скіфська культура (IX століття до нашої ери — IV століття) |            | с. Хрущова Микитівка | 200016-Н        |

### Вовчанський район
| Найменування пам'ятки                                                | Датування                              | Зображення | Розташування      | Охоронний номер |
| -------------------------------------------------------------------- | -------------------------------------- | ---------- | ----------------- | --------------- |
| Салтівський археологічний комплекс: городище і катакомбний могильник | IX століття до нашої ери — IV століття |            | с. Верхній Салтів | 200017-Н        |

### Зміївський район
| Найменування пам'ятки                                                       | Датування | Зображення | Розташування                                                  | Охоронний номер |
| --------------------------------------------------------------------------- | --- | ---------- | ------------------------------------------------------------- | --------------- |
| Великогомільшанський археологічний комплекс: городище і курганний могильник | розвинуте середньовіччя, салтівська культура (IX століття до нашої ери — IV століття)                                         |            | с. Велика Гомільша                                            | 200018-Н        |
| Городище «Водяне»                                                           | рання залізна доба, скіфська культура, розвинуте середньовіччя, роменська культура (IX століття до нашої ери — IV століття)   |            | між селищами Водяне та Красна Поляна на правому березі р. Уди | 200019-Н        |
| Городище «Гайдари»                                                          | Київська Русь (IX-XIII ст.ст.)                                                                                                |            | с. Гайдари                                                    | 200020-Н        |
| Городище «Коропове»                                                         | рання залізна доба, скіфська культура (IX століття до нашої ери — IV століття)                                                |            | с. Коробів Хутір                                              | 200021-Н        |
| Городище «Мохнач»                                                           | ранній залізна доба, скіфська культура, розвинуте середньовіччя, салтівська культура (IX століття до нашої ери — IV століття) |            | с. Мохнач, на північ від села                                 | 200022-Н        |
| Городище та селище «Суха Гомільша»                                          | рання залізна доба, скіфська культура, розвинуте середньовіччя, роменська культура (IX століття до нашої ери — IV століття)   |            | с. Суха Гомільша                                              | 200023-Н        |

### Коломацький район
| Найменування пам'ятки               | Датування                                                                      | Зображення | Розташування                             | Охоронний номер |
| ----------------------------------- | ------------------------------------------------------------------------------ | ---------- | ---------------------------------------- | --------------- |
| Городище «Коломак» і могильник      | рання залізна доба, скіфська культура (V-III ст.ст. до н. е.)                  |            | селище Коломак, північно-західна частина | 200025-Н        |
| Городище та могильник «Грашківське» | рання залізна доба, скіфська культура (IX століття до нашої ери — IV століття) |            | селище Коломак                           | 200026-Н        |

### Краснокутський район
| Найменування пам'ятки | Датування | Зображення | Розташування                 | Охоронний номер |
| --------------------- | --- | ---------- | ---------------------------- | --------------- |
| Городище «Замок»      | рання залізна доба, скіфська культура, розвинуте середньовіччя, Київська Русь (IX століття до нашої ери — IV століття, IX-XIII ст.ст.) |            | с. Городнє, південна околиця | 200027-Н        |

### Харківський район
| Найменування пам'ятки | Датування                                                                      | Зображення | Розташування                                       | Охоронний номер |
| --------------------- | ------------------------------------------------------------------------------ | ---------- | -------------------------------------------------- | --------------- |
| Курганний могильник   | рання залізна доба, скіфська культура (IX століття до нашої ери — IV століття) |            | м. Люботин, на р. Мерефі біля Люботинських ставків | 200028-Н        |
| Городище «Циркуни»    | рання залізна доба, скіфська культура (IX століття до нашої ери — IV століття) |            | с. Циркуни, на південний захід від села            | 200029-Н        |

## Заповідники національного значення
В області розташовано два історико-культурні заповідники національного значення:
- Історико-археологічний музей-заповідник «Верхній Салтів»;
- Чугуївський історико-культурний заповідник імені Іллі Рєпіна.

## Інші пам'ятки
- «Шарівський», парк-пам'ятка садово-паркового мистецтва національного значення
- «Наталіївський», парк-пам'ятка садово-паркового мистецтва національного значення
- «Старомерчанський», палацово-парковий комплекс, пам'ятка архітектури національного значення